# Дындовский Таз
Дындовский Таз — река в России, протекает по территории Красноселькупского района Ямало-Ненецкого автономного округа и Туруханского района Красноярского края. Устье реки находится в 1245 км по правому берегу реки Таз. Длина — 106 км.

## Притоки (км от устья)
- 25 км: Коксес
- 29 км: Лангалькикэ
- 35 км: Малый Таз
- 49 км: Сатыкы
- 75 км: Нуркикэ
- 91 км: Малый Дындовский Таз
- 96 км: Большой Дындовский Таз
- 97 км: Сосновка

## Данные водного реестра
По данным государственного водного реестра России относится к Нижнеобскому бассейновому округу, водохозяйственный участок реки — Таз. Речной бассейн реки — Таз.
Код объекта в государственном водном реестре — 15050000112115300063488.